# Sascha Maassen

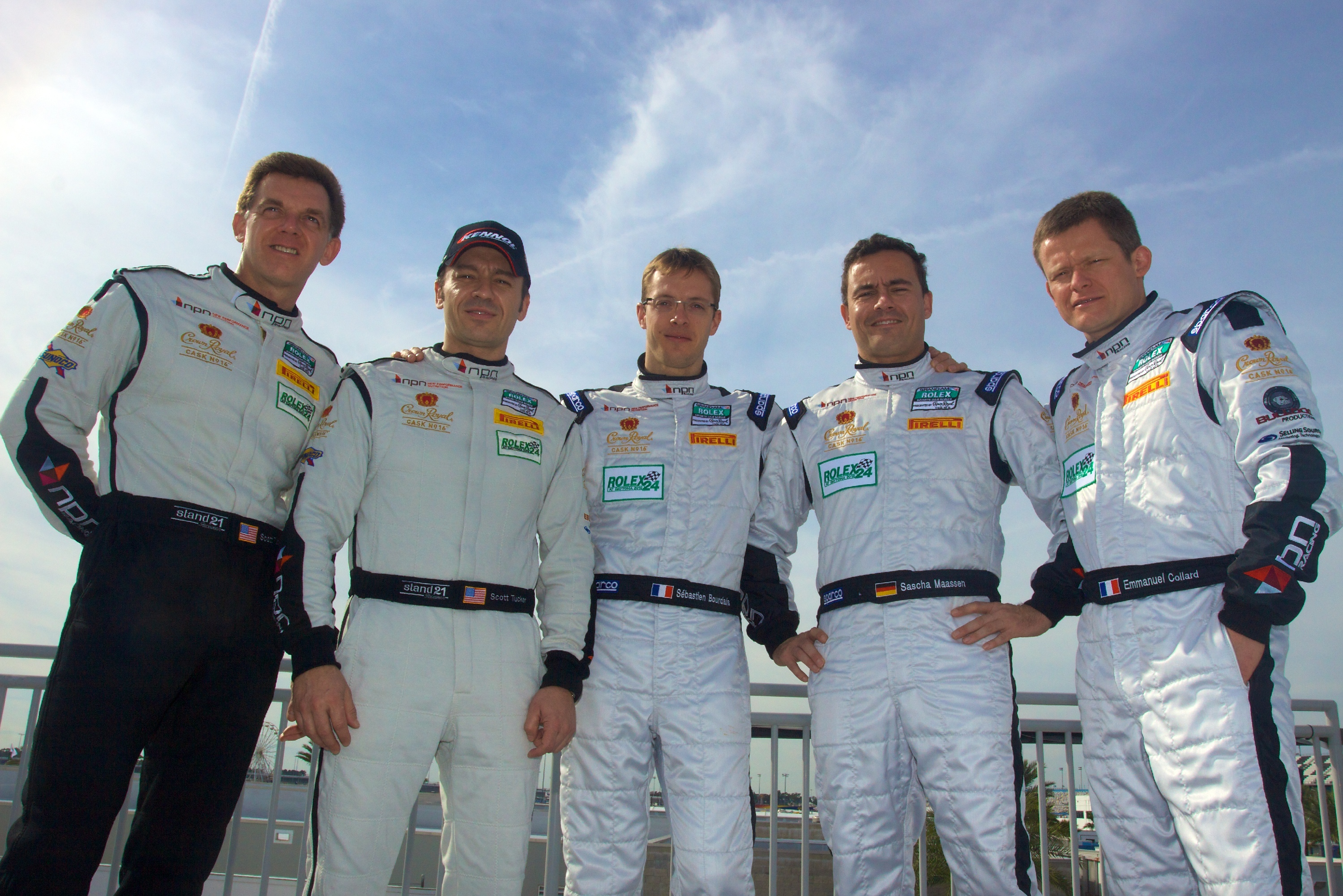
Sascha Maassen (Zweiter von rechts) 2010 in Daytona

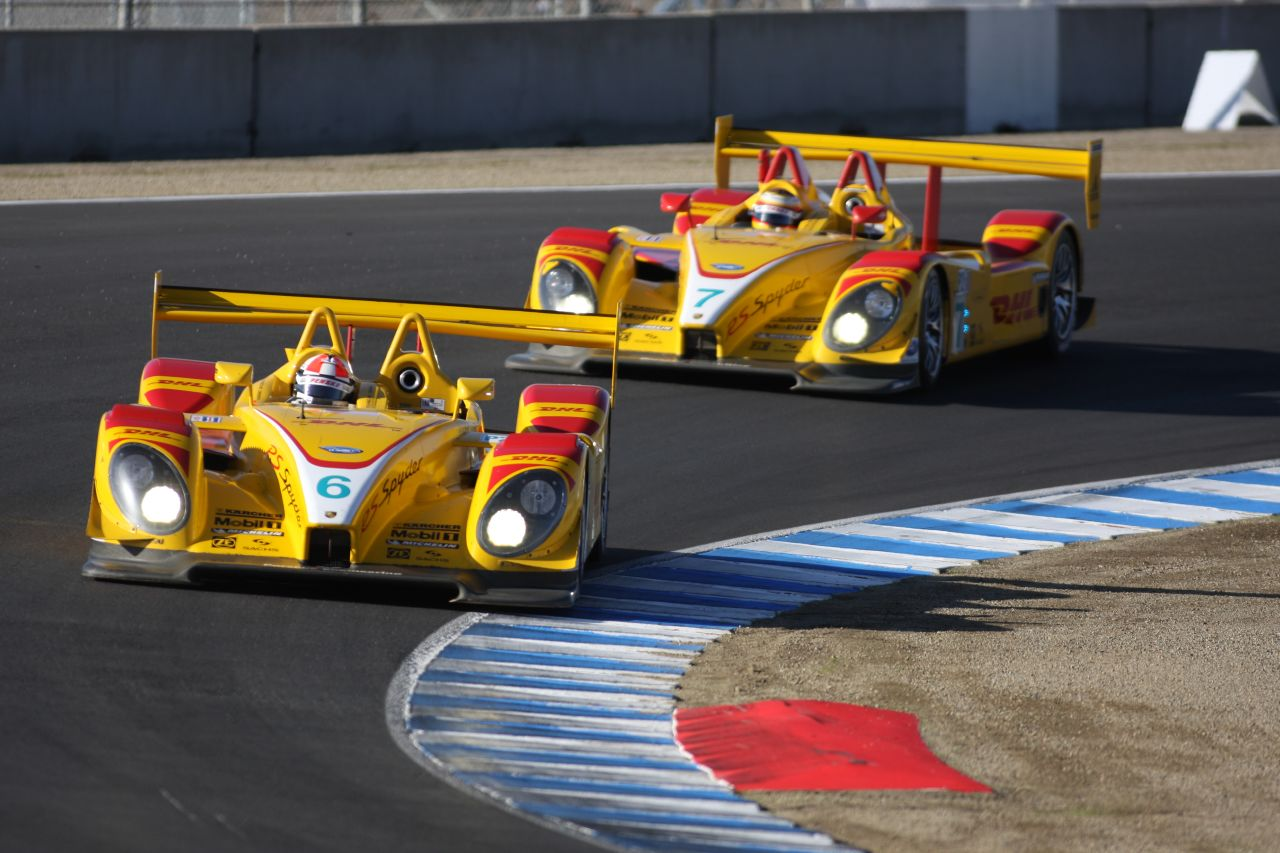
Sascha Maassen vor Teamkollege Timo Bernhard

Sascha Maassen (* 28. September 1969 in Aachen) ist ein deutscher Automobilrennfahrer.

## Karriere
Er startete seine Rennsportkarriere 1988 im Kartsport. In diesem Jahr ging er in der internationalen deutschen Kartmeisterschaft an den Start. In den beiden folgenden Jahren startete er in der Formel Ford 1600 und wurde 1990 Gesamtzweiter der deutschen sowie der Europameisterschaft. In den folgenden Jahren fuhr er in der deutschen Formel 3, in der er 1992 und 1993 jeweils den dritten und 1994 den vierten Gesamtrang belegte. Ebenfalls 1994 gewann er den prestigeträchtigen Macau Grand Prix. Von 1995 bis 1997 startete Maassen im deutschen Super Tourenwagen Cup mit einem Nissan. 1996 fuhr er zwei Rennen in der britischen Formel 3000 und konnte eines davon gewinnen. Seit 1998 ist er Porsche-Werksfahrer und geht in Sportwagenrennen an den Start.
Inzwischen startet auch sein 2007 geborener Sohn Montego im Motorsport.

## Statistik

### Le-Mans-Ergebnisse
| Jahr | Team                      | Fahrzeug              | Teamkollege        | Teamkollege      | Platzierung             | Ausfallgrund |
| ---- | ------------------------- | --------------------- | ------------------ | ---------------- | ----------------------- | ------------ |
| 2000 | Seka Racing International | Porsche 911 GT3-R     | Johnny Mowlem      | David Murry      | Rang 17                 |              |
| 2001 | Dick Barbour Racing       | Reynard 01Q-LM        | Didier de Radiguès | Hideshi Matsuda  | Ausfall                 | Wagenbrand   |
| 2002 | Freisinger Motorsport     | Porsche 996 GT3 RS    | Romain Dumas       | Jörg Bergmeister | Rang 17                 |              |
| 2003 | Alex Job Racing           | Porsche 996 GT3 RS    | Emmanuel Collard   | Lucas Luhr       | Rang 14 und Klassensieg |              |
| 2004 | White Lightning Racing    | Porsche 996 GT3 RSR   | Patrick Long       | Jörg Bergmeister | Rang 10 und Klassensieg |              |
| 2008 | Team Essex                | Porsche RS Spyder Evo | Casper Elgaard     | John Nielsen     | Rang 12                 |              |
| 2009 | Navi Team Goh             | Porsche RS Spyder     | Keisuke Kunimoto   | Seiji Ara        | Ausfall                 | Unfall       |

### Sebring-Ergebnisse
| Jahr | Team                       | Fahrzeug            | Teamkollege   | Teamkollege      | Platzierung             | Ausfallgrund    |
| ---- | -------------------------- | ------------------- | ------------- | ---------------- | ----------------------- | --------------- |
| 2000 | Dick Barbour Racing        | Porsche 911 GT3-R   | Bob Wollek    |                  | Ausfall                 | Aufhängung      |
| 2001 | Alex Job Racing            | Porsche 911 GT3-RS  | Lucas Luhr    | Emmanuel Collard | Rang 8 und Klassensieg  |                 |
| 2002 | Alex Job Racing            | Porsche 911 GT3-RS  | Lucas Luhr    |                  | Rang 12 und Klassensieg |                 |
| 2003 | Alex Job Racing            | Porsche 911 GT3-RS  | Lucas Luhr    |                  | Rang 10 und Klassensieg |                 |
| 2004 | Alex Job Racing            | Porsche 911 GT3-RSR | Timo Bernhard |                  | Rang 8 und Klassensieg  |                 |
| 2005 | Alex Job Racing            | Porsche 996 GT3-RSR | Timo Bernhard | Romain Dumas     | Ausfall                 | Motorschaden    |
| 2006 | Penske Motorsports         | Porsche RS Spyder   | Lucas Luhr    | Emmanuel Collard | Ausfall                 | Defekt          |
| 2007 | Penske Racing              | Porsche RS Spyder   | Ryan Briscoe  | Emmanuel Collard | Rang 21                 |                 |
| 2008 | Penske Racing              | Porsche RS Spyder   | Ryan Briscoe  | Patrick Long     | Ausfall                 | Motor überhitzt |
| 2010 | Muscle Milk Team Cytosport | Porsche RS Spyder   | Greg Pickett  | Klaus Graf       | Rang 4 und Klassensieg  |                 |
| 2011 | Paul Miller Racing         | Porsche 997 GT3 RSR | Bryce Miller  | René Rast        | Ausfall                 | Getriebeschaden |
| 2012 | Paul Miller Racing         | Porsche 997 GT3 RSR | Bryce Miller  | Rob Bell         | Rang 23                 |                 |